# Gerichtsamt Königsbrück
Das Gerichtsamt Königsbrück war in den Jahren zwischen 1856 und 1874 die unterste Verwaltungseinheit und von 1856 bis 1879 nach der Abschaffung der Patrimonialgesetzgebung im Königreich Sachsen Eingangsgericht. Es hatte seinen Amtssitz in der Stadt Königsbrück.

## Geschichte
Nach dem Tod des sächsischen Königs Friedrich August II. wurde unter der Regierung von dessen Nachfolger König Johann nach dem Vorbild anderer Staaten des Deutschen Bundes die Abschaffung der Patrimonialgesetzgebung verordnet. An die Stelle der bisher im Königreich Sachsen in Stadt und Land vorhandenen Gerichte der untersten Instanz traten die zentral gelegenen Bezirksgerichte und Gerichtsämter in nahezu allen größeren Städten. Die Details der Verwaltungsreform regelten das sächsische Gerichtsverfassungsgesetz vom 11. August 1855 und die Verordnung über die Bildung der Gerichtsbezirke vom 2. September 1856.
Stichtag für das Inkrafttreten der neuen Behördenstruktur im Königreich Sachsen war der 1. Oktober 1856. Aufgelöst wurde das Königliche Gericht Königsbrück. Das neu gebildete Gerichtsamt Königsbrück unterstand dem Bezirksgericht Kamenz. Sein Gerichtsbezirk umfasste Königsbrück, Bohra, Cosel, Glauschnitz, Gottschdorf, Gräfenhain (Ober- und Nieder-), Grüngräbchen, Höckendorf, Koitzsch, Krakau, Laußnitz, Lüttichau, Neukirch, Otterschütz, Quoosdorf, Reichenau, Reichenbach, Röhrsdorf, Rohna, Schmorkau, Schwepnitz, Sella, Steinborn, Stenz, Weißbach bei Königsbrück, Zeißholz mit Reitschmühle, Zietsch, Zochau und den Laußnitzer, Ockrillaer und Würschnitzer Forstrevieren.
Nach der Neustrukturierung der Gerichtsorganisation gemäß dem Gesetz über die Organisation der Behörden für die innere Verwaltung vom 21. April 1873 gingen die Verwaltungsbefugnisse der Gerichtsämter 1874 auf die umgestalteten bzw. neu gebildeten Amtshauptmannschaften über.
Seitdem das bisherige königliche Gericht als königliches Gerichtsamt bezeichnet wurde, führte sein Vorstand den Titel Gerichtshauptmann.
Die Verwaltungsaufgaben des Gerichtsamtes Königsbrück wurden im Zuge der Neustrukturierung der sächsischen Gerichtsorganisation gemäß dem Gesetz über die Organisation der Behörden für die innere Verwaltung vom 21. April 1873 in die im Jahre 1874 neugeschaffene Amtshauptmannschaft Kamenz mit Sitz in der Stadt Kamenz integriert.
Das Gerichtsamt Königsbrück wurde 1879 auf Grund des Gesetzes über die Bestimmungen zur Ausführung des Gerichtsverfassungsgesetzes im Deutschen Reich vom 27. Januar 1877 und des Gesetzes über die Zuständigkeit der Gerichte in Sachen der nichtstreitigen Gerichtsbarkeit vom 1. März 1879 durch das neu gegründete Amtsgericht Königsbrück abgelöst.

## Gerichtsgebäude

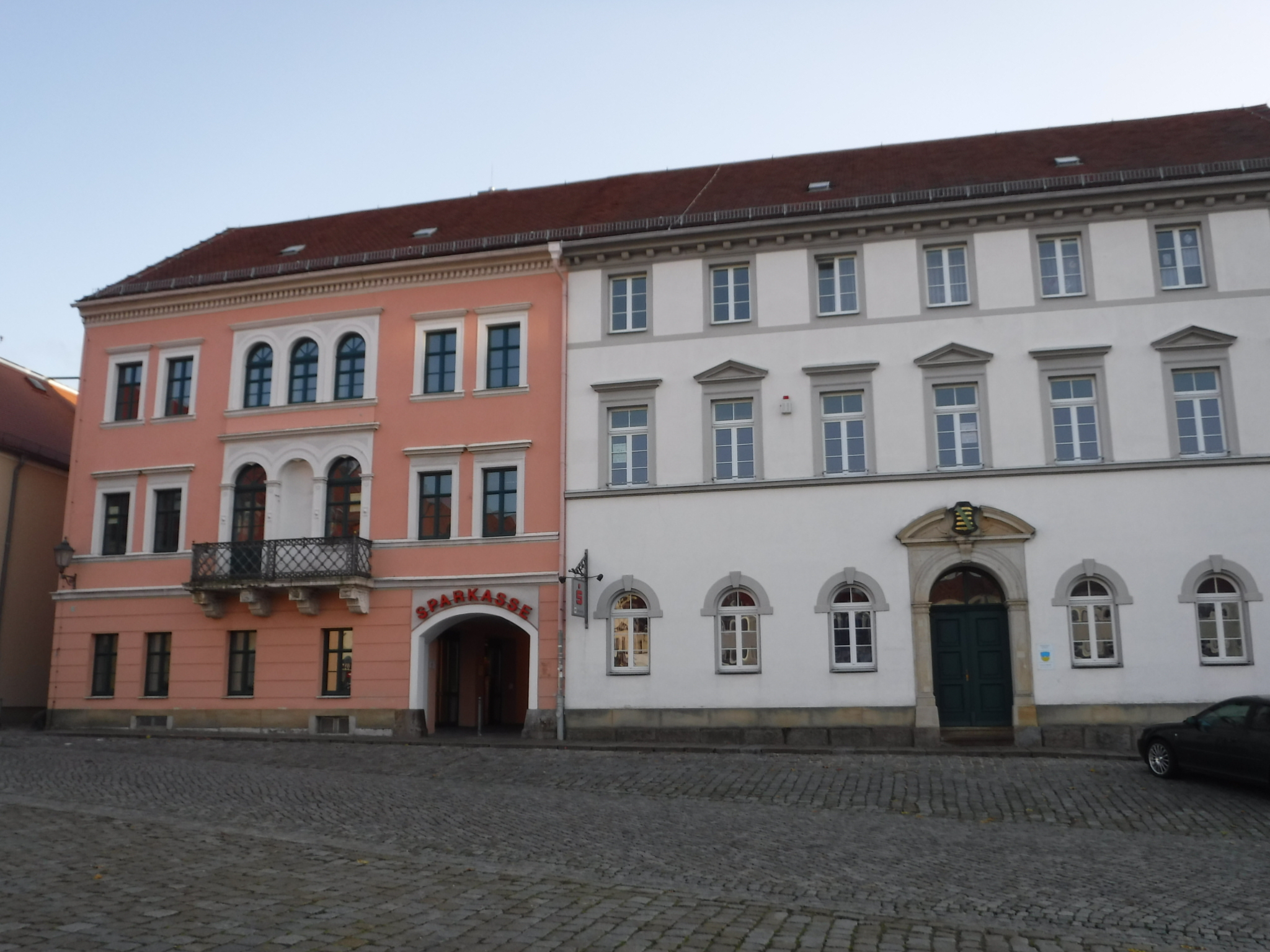
Gerichtsgebäude

Das Amtsgericht nutzte das 1851 erbaute Gebäude des königlichen Gerichts (Markt 13). Es handelt sich um ein dreigeschossiges Gebäude. Es ist ortsgeschichtlich und baugeschichtlich von Bedeutung und steht daher unter Denkmalschutz.